# Jeffrey Herlings
Jeffrey Herlings (Geldrop-Mierlo, 12 settembre 1994) è un pilota motociclistico olandese.
Ha vinto 5 titoli mondiali del motocross: 3 in classe MX2 nel 2012, 2013 e 2016 e 2 in MXGP nel 2018 e nel 2021.

## Biografia
Ha iniziato a gareggiare nel motocross giovanissimo, tanto da ottenere il primo titolo nazionale junior già nel 2002 e, grazie ai suoi buoni risultati anche negli anni successivi con vittorie nei campionati nazionale, europeo e mondiale riservati alle moto di piccola cilindrata, a debuttare nel campionato mondiale di motocross di MX2 appena raggiunta l'età legale per farlo, ottenendo il suo primo successo già nel campionato mondiale di motocross 2010 nella gara disputata nei Paesi Bassi. Concluderà questa sua prima stagione al sesto posto in classifica generale.
Già nel 2011 sfiora il titolo iridato, giungendo secondo in MX2 alle spalle di Ken Roczen, ma il titolo non gli sfugge nelle stagioni 2012 e 2013, sempre alla guida di una KTM.
Pur avendo ottenuto numerosi successi, a causa di un infortunio a metà stagione, il pilota olandese nel 2014 deve accontentarsi del secondo posto in classifica generale, preceduto dal compagno di squadra Jordi Tixier. Un altro grave incidente avvenuto durante le prove del GP della Repubblica Ceca gli impedisce di prendere parte agli ultimi sei gran premi della stagione 2015; la classifica finale lo vedrà perciò solo al settimo posto. 
Con la stagione 2016 ancora in corso e il pilota saldamente in testa alla classifica iridata, è stata diffusa la notizia del suo prolungamento di contratto con KTM sino al 2020 e del suo passaggio dal 2017 alla categoria MXGP.
Il 7 maggio 2023, vincendo il Gran Premio di Spagna, ha battuto il record di successi fino a quel momento detenuto dal belga Stefan Everts, vincitore di 101 gare.